# Tsang Choh-lam
 (septembre 2018).
Si vous disposez d'ouvrages ou d'articles de référence ou si vous connaissez des sites web de qualité traitant du thème abordé ici, merci de compléter l'article en donnant les références utiles à sa vérifiabilité et en les liant à la section « Notes et références ».
Tsang Choh-lam (né en 1921, mort en 1988) est un acteur de cinéma hongkongais ayant joué dans plus de 380 films, spécialisé dans les rôles de personnage secondaire et en particulier de serveur d'auberge médiévale ou de night-club.

## Biographie
Après des débuts dans le cinéma cantonais dans la seconde partie des années 1940, il tourne pour la Cathay puis entre à la Shaw Brothers en 1962 ou 1963. À partir des années 1970 il tourne aussi quelques films pour d'autres studios en sus de ceux de la Shaw.

## Filmographie partielle
- 1960 : The Wild, Wild Rose : réceptionniste
- 1962 : Ladies First : réceptionniste
- 1963 : Mad About Music
- 1964 : The Story of Sue San
- 1964 : Lady General Hua Mulan
- 1965 : Sons of Good Earth : un policier
- 1967 : Operation Lipstick : un membre du groupe de voleurs de la famille Li
- 1967 : Un seul bras les tua tous : un serveur
- 1967 : Blue Skies (film, 1967) : membre de la troupe de danse
- 1967 : Susanna : un ami
- 1968 : When the Clouds Roll By : un serveur dans un night-club
- 1969 : Killers Five : un serveur
- 1969 : Le Sabreur solitaire : un serveur
- 1969 : The Millionaire Chase : un pickpocket
- 1969 : The Swordmates : un serveur
- 1969 : River of Tears : un joueur de poker
- 1969 : The Three Smiles : assistant de la boutique du prêteur sur gages
- 1970 : Brothers Five : un serveur
- 1970 : Heads for Sale : employé d'un casino
- 1970 : Les 13 Fils du dragon d'or : un serveur
- 1970 : The Five Billion Dollar Legacy : un collègue de Pei-fang
- 1971 : Lady with a Sword : figurant
- 1971 : The Jade Faced Assassin : un serveur
- 1971 : Vengeance of a Snowgirl : un serveur
- 1972 : Dynamique Dragon contre boxeurs chinois : un serveur
- 1972 : The Web of Death : membre d'un des clans du jianghu
- 1972 : La Légende du lac : un aubergiste
- 1972 : La Vengeance du léopard : un ami de Tsai
- 1973 : Iron Bodyguard : client du bordel
- 1974 : Games Gamblers Play : un joueur
- 1977 : Le Complot des clans : un joueur
- 1977 : Le Poignard volant : un serveur
- 1979 : Le Héros magnifique : le veilleur de nuit
- 1981 : Security Unlimited : le faux cadavre
- 1985 : Police Story : un junkie